# 2873 Binzel
2873 Binzel è un asteroide della fascia principale. Scoperto nel 1982, presenta un'orbita caratterizzata da un semiasse maggiore pari a 2,2510901 UA e da un'eccentricità di 0,1582334, inclinata di 5,90360° rispetto all'eclittica.
L'asteroide è dedicato all'astronomo statunitense Richard P. Binzel.